# Ville Sistonen
Ville Sistonen ist ein ehemaliger finnischer Squashspieler.

## Karriere
Ville Sistonen spielte von 1996 bis 2002 auf der PSA World Tour und erreichte auf dieser einmal ein Endspiel. Seine höchste Platzierung in der Weltrangliste erreichte er mit Rang 55 im Februar 2000. Mit der finnischen Nationalmannschaft nahm er 1995, 1997 und 1999 an der Weltmeisterschaft teil. Auch gehörte er 1995 und 1997 zum finnischen Aufgebot bei Europameisterschaften und vertrat Finnland bei den World Games 1997, wo er in der Gruppenphase ausschied. Insgesamt bestritt er 13 Spiele für Finnland, von denen er drei gewann. 1997 wurde er finnischer Meister. 

## Erfolge
- Finnischer Meister: 1997